# Свети Атанасий (Луково)
Вижте пояснителната страница за други значения на Свети Атанасий.
„Свети Атанасий Велики“ (на македонска литературна норма: „Свети Атанасиј Велики“) е възрожденска църква в стружкото село Луково, Северна Македония. Църквата е част от Стружкото архиерейско наместничество на Дебърско-Кичевската епархия на Македонската православна църква – Охридска архиепископия.
Църквата е изградена в 1883 година от дялан камък от местното население. Църквата е главен храм на селото и около нея в двора са гробищата на родовете Маджовци, Коловци, Шуминовци, Петановци и Видичевци. В църквата в 1894 година рисува Аврам Дичов и тя е неговото последно дело. В храма рисува и дебърският майстор Янаки Ненчов.
В 2010 година в църквата става кражба на 21 икони, дело на Аврам Дичов.